# Hall Island (Südgeorgien)
Hall Island ist eine kleine, steilwandige und mit Tussockgras bewachsene Insel in der Gruppe der Willis-Inseln vor der dem westlichen Ende Südgeorgiens. Sie liegt zwischen den Verdant Islands und Proud Island.
Wissenschaftler der britischen Discovery Investigations kartierten sie in der Zeit zwischen 1926 und 1930. Das UK Antarctic Place-Names Committee benannte sie 1964 nach Geoffrey Penrose Dickinson Hall (* 1916) von der Royal Navy, Kommandant der HMS Owen bei der Vermessung dieses Gebiets zwischen 1960 und 1961.